# Nahr el Kebir
Nahr el Kebir (engelska: Nahr al-Kabir) är ett vattendrag på gränsen mellan Libanon och Syrien. Det ligger i den norra delen av Libanon, 90 km nordost om huvudstaden Beirut.
Trakten runt Nahr el Kebir består till största delen av jordbruksmark. Runt Nahr el Kebir är det tätbefolkat, med 319 invånare per kvadratkilometer.